# Accords du Perreux
Les Accords du Perreux ont consacré en avril 1943 la réunification de l'ex -CGT  "confédérée" et de l'ex-  CGT-U. Ils furent conclus par Robert Bothereau et Louis Saillant pour les ex-confédérés, et Henri Raynaud et André Tollet pour les ex-unitaires. Il ne fut « mis en forme » et couché sur le papier qu’à la Libération : il fut alors publié le 5 octobre 1944, en annexe à une circulaire confédérale.
La Confédération générale du travail, tiraillée dès sa naissance entre  "réformistes" et  "révolutionnaires", se scinde en 1921, sur la question du soutien à la jeune révolution Bolchevique.  Les partisans du soutien   (communistes et libertaires)  se retrouvent minoritaires (contrairement au congrès de Tours en 1920). Ils quittent la CGT et  créent la CGT-Unitaire. La CGT continue -pour cette période, on parle de la CGT-confédérée, ou CGT-Jouhaux.
La CGT est réunifiée en 1935, à l'occasion de la constitution du Front populaire (au secrétariat 4 ex-confédérés, 2 ex-CGTU).  Elle se divise à nouveau lors du Pacte germano-soviétique et du partage de la Pologne entre l'Allemagne nazie et l'Union soviétique. En effet, le refus des ex-unitaires  de condamner la politique menée par Staline  a entraîné leur exclusion de la CGT. Cette exclusion était déjà souhaitée  par certains à partir de Munich -plusieurs ex-confédérés (tendance "Syndicats") se rallieront à Vichy.
Le tournant de la  guerre -Stalingrad-  a permis un rapprochement entre les deux tendances. La  lutte syndicale commune, en particulier contre le Service du travail obligatoire et la Charte du travail et l'unification de la Résistance intérieure ont accéléré le processus de réunification. Charles Nédélec, responsable départemental du PCF en Haute-Vienne fut au cours de l’année 1942 rappelé à Paris en vue des accords du Perreux.
Il fut décidé au Perreux  que les militants des deux tendances devaient refaire l'unité, de la base au sommet, syndicat par syndicat, fédération par fédération, sur la base de l'égalité  entre chacune des deux  tendances, 50/50, et qu'ils pratiqueraient l’unité d’action dans la Résistance . Le nouveau Bureau confédéral est alors composé de Léon Jouhaux, secrétaire général, de cinq ex-confédérés (Robert Bothereau, Georges Buisson, Louis Saillant, Pierre Neumeyer, Albert Gazier) et de trois ex-unitaires (Benoît Frachon, Henri Raynaud, Julien Racamond). Par rapport à la « réunification » de mars 1936, les communistes gagnent un siège au Bureau.  ¨
Après la Libération, le climat politique et la forte syndicalisation profitent aux ex-CGTU qui deviennent majoritaires dans la plupart des instances syndicales, ce qui explique en partie que lors de la nouvelle scission de fin 1947, la CGT va rester majoritaire par rapport à FO dans la majorité des branches. La situation est différente de 1921.
La guerre froide entraîne une nouvelle scission en décembre 1947. Les  ex-unitaires, cette fois-ci majoritaires, conservent  la direction de la CGT, tandis que les minoritaires, menés par Léon Jouhaux, Robert Bothereau, Georges Delamarre, Pierre Neumeyer et Albert Bouzanquet fondent, "dans le respect de l'esprit de la Charte d'Amiens" la CGT-Force ouvrière.